# Суук-Су (урочище)

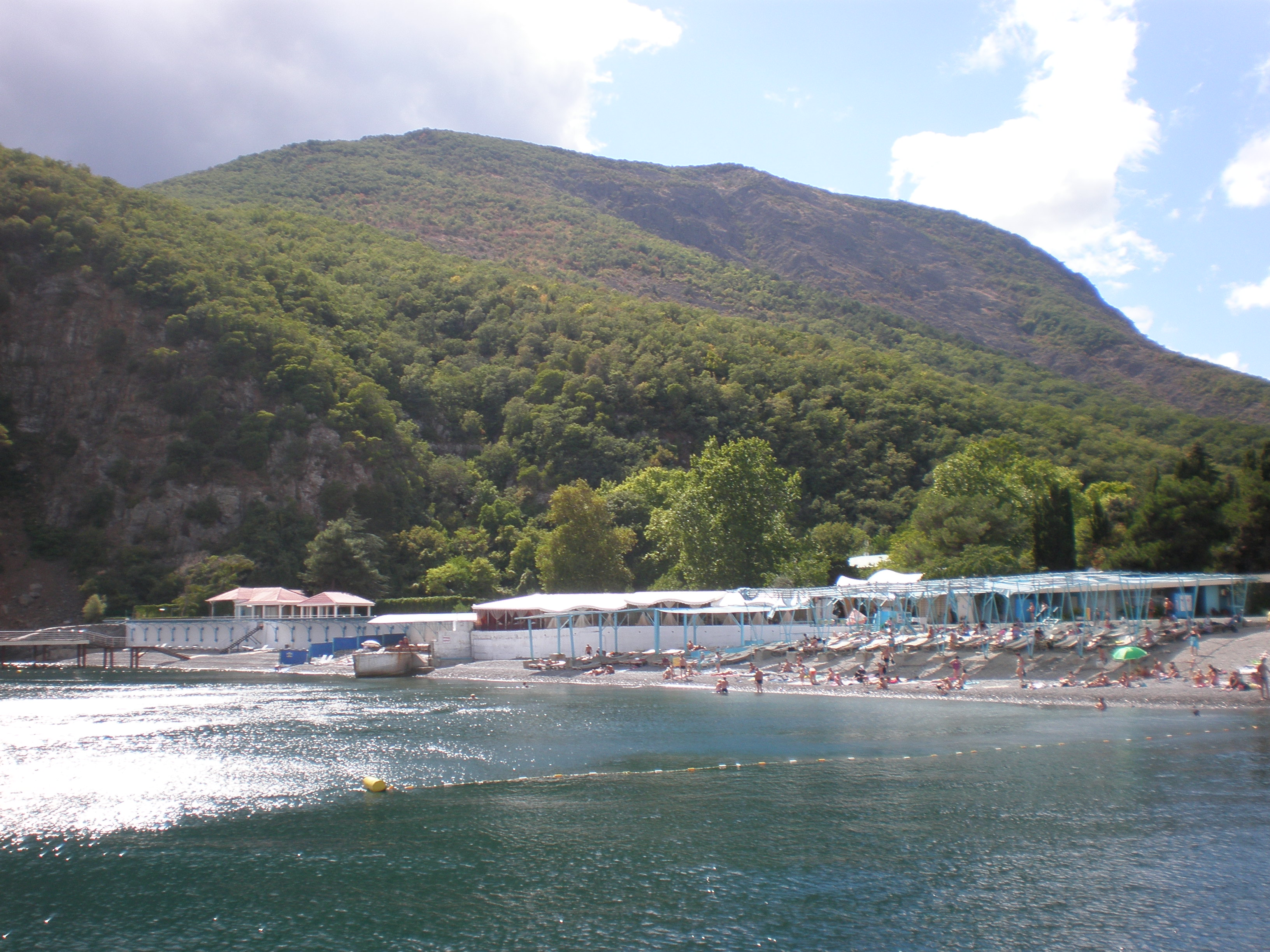
Урочище Суук-Су — вид з моря.

Суу́к-Су́, Суву́к-Су́в (крим. Suvuq Suv) — урочище на південному березі Криму між селищем Гурзуф та західним схилом гори Аю-Даг (частково на території міжнародного дитячого центру Артек). Урочище поросле лісом.

## Могильник Суук-Су
На території урочища є могильник часів раннього середньовіччя (6—7 ст.).
Назву могильник отримав від мису, на якому розташований. В перекладі з кримськотатарської мови воно означає «холодна вода» (suvuq — холодний, suv — вода).
Дослідження могильника проводилось у 1903–1907 Миколою Репніковим.
У численних могилах виявлено посуд, різноманітні (переважно металеві) прикраси і зброю; штучно деформовані черепи похованих.